# Achim Hausen
Achim Hausen (* 2. August 1967) ist ein ehemaliger deutscher Fußballspieler, der nach seiner aktiven Laufbahn als Trainer tätig war.

## Sportlicher Werdegang
Hausen stieg 1991 mit dem FC Remscheid in die 2. Bundesliga auf. Für den Klub bestritt er in den folgenden zwei Jahren 57 Spiele im Profifußball, dabei erzielte er drei Tore. Nach dem Abstieg als Tabellenvorletzter am Ende der Spielzeit 1992/93 verließ er den Klub.
Hausen wechselte in die Oberliga Baden-Württemberg zum Freiburger FC. Unter den Trainern Stefan Majewski sowie dessen Nachfolgern Karl-Heinz Schulz und Uwe Ehret blieb jedoch der Erfolg beim ehemaligen Deutschen Meister aus. Als Tabellenschlusslicht stieg die Mannschaft in die Verbandsliga Südbaden ab. Zwar setzte sich der Klub dort schnell in der Spitzengruppe fest, als allerdings im April 1995 das Saisonziel Wiederaufstieg aus den Augen geriet, übernahm Hausen als Spielertrainer bis zum Saisonende die Betreuung der Mannschaft. Letztlich verpasste die Mannschaft um fünf Punkte hinter dem Mitabsteiger SC Pfullendorf und der Amateurmannschaft des Ortsrivalen SC Freiburg als Tabellendritter die Rückkehr in die Drittklassigkeit. Anschließend war er wieder nur „einfacher“ Spieler, ehe er im ersten Halbjahr 1999 erneut interimsweise als Spielertrainer fungierte, nachdem Norbert Wagner von seinen Aufgaben entbunden worden war. Nach dem Abstieg in die Landesliga zum Saisonende verließ er den Klub. Später arbeitete Hausen als Stützpunkttrainer des Südbadischen Fußballverbands.